# غاري هيل (لاعب كرة قدم)
غاري هيل (بالإنجليزية: Garry Hill)‏ هو مدرب كرة قدم ولاعب كرة قدم بريطاني، ولد في 15 يوليو 1958 في إنجلترا في المملكة المتحدة. لعب مع نادي وكينغ.

## وصلات خارجية
- غاري هيل على موقع قاعدة بيانات كرة القدم.إي يو (الإنجليزية)
- غاري هيل على موقع Soccerbase.com (لاعب) (الإنجليزية)